# Sklon vůbec neriskovat
Sklon vůbec neriskovat je jedním z typů kognitivního zkreslení. V angličtině je označován termínem zero-risk bias. Jde o tendenci zcela eliminovat jedno z existujících rizik, a to i tehdy, kdy existuje alternativní řešení se stejnými nebo nižšími náklady, jehož výsledkem je nižší celkové riziko. Tento výsledek byl pozorován při výzkumech s hypotetickými scénáři.

## Odůvodnění
Vědci identifikovali preferování nulového rizika v dotazníku týkajícím se hypotetické sanace znečištění, který obsahoval 2 znečištěná místa X a Y. V případě X se jednalo o výskyt 8 případů rakoviny ročně a v případě Y o 4 případy. Respondenti hodnotili tři postupy sanace. Dva snížily očekávaný výskyt rakoviny o 6 případů ročně, třetí možnost by pak snížila výskyt rakoviny o 5 a zcela by eliminovala výskyt rakoviny na místě Y. I když tato možnost byla nejhorší z hlediska snížení celkového rizika, 42 % respondentů ji označilo jako lepší než zbylé dvě alternativy. Tento závěr připomenul jednu ze starších ekonomických studií, ve které byli lidé za úplné eliminování rizika ochotni zaplatit i velmi vysokou cenu.
Mnohé strategické postupy ve světě jsou poznamenané sklonem vůbec neriskovat.

## Příklady
Předpokládejme, že vás někdo donutí hrát ruskou ruletu. Bubínek revolveru má místo na šest kulek. Otočíte jím, jako by to bylo kolo štěstí, přiložíte revolver k čelu a stisknete spoušť. První otázka: Víte-li, že se v bubínku nacházejí čtyři kulky, kolik byste byli ochotni zaplatit za to, abyste mohli dvě z nich vyjmout? Druha otázka: Víte-li, že se v bubínku skrývá jediná kulka, na kolik byste si cenili možnosti smět vyndat ten jediný zbývající náboj?

Pro většinu lidí to je jasné. Jsme připraveni víc zaplatit v druhém případě, protože tím klesá riziko úmrtí na nulu. Čistě matematicky to ale nedává žádný smysl, protože v prvním případě redukujete pravděpodobnost smrti o třetinu (tj. dvě šestiny) a ve druhém případě jenom o šestinu jedinou. Cena v tom prvním případě by tudíž měla být dvojnásobná. Ale něco nás nutí přehnaně si považovat nulového rizika.
Čím závažnější nějaké riziko je, tím emocionálnějším se stává celé téma (příkladem je radioaktivita) a tím méně nás pak prosté snížení rizika uklidňuje. Dva vědci z chicagské univerzity ukázali, že se lidé nebezpečí zamoření jedovatými chemikáliemi obávají úplně stejně, ať už se jedna o riziko s pravděpodobností 99 %, nebo 1 %. Je to sice iracionální, ale zcela běžná reakce. Nulové riziko nás přitahuje. Je jako pocit bezpečí. A my jsme často ochotni investovat i přehnané finanční prostředky, abychom jej dosáhli. V mnoha situacích by přitom bylo možná lepší zacílit na snížení rizik s menšími investicemi. Tato honba za bezpečím ovlivňuje naše chování a nazývá se sklonem či tendencí vůbec neriskovat (nebo také past nulového rizika).

Příkladem takovéto snahy a současně chybného rozhodnutí je americký zákon o potravinách z roku 1958. Zakazuje používat potraviny, které obsahují rakovinotvorné látky. Sice to na první dojem působí dobře, ale nakonec vedl k tomu, že se začaly používat sice nikoli rakovinotvorné, ale nebezpečné potravinové přísady. Přitom jedovatost je především otázkou dávkování. Bezvýhradné naplnění litery zákona se ale nedá vynutit, protože z potravin stejně neumíme zcela odstranit veškeré pro člověka nebezpečné složky. Z hlediska národního hospodářství má snaha dosáhnout nulového rizika smysl jen zřídka – samozřejmě s výjimkou situací, kdy by následky byly zcela mimořádné (například pokud by z laboratoří unikly nebezpečné viry).

Takže není nic nepochopitelného na tom, že se lidé bojí riskovat. Je to jednoduše součástí našeho instinktu přežití. Ovšem tento instinkt nás může stát i peníze, jak si ukážeme na posledním příkladu. Vše se točí kolem prezentování dat a toho, jak je lidé špatně vyhodnocují.
Předpokládejme následující možný scénář sázky se dvěma možnostmi: 1) Rovnou získáte 500 Kč a následně se bude házet mincí. Můžete si vybrat jednu konkrétní stranu, takže například pannu. Pokud padne panna, peníze si můžete nechat, ovšem pokud padne orel, musíte 500 Kč vrátit zpět. 2) Začne se výběrem stran, řekněme, že si opět vyberete pannu. Následně se bude házet mincí a pokud panna padne, získáte 500 Kč, pokud padne orel, nezískáte nic. Naprostá většina lidí při této nabídce scénářů zvolí druhou možnost. Přesto, že jsou šance úplně stejné, a to 50 %. Když ale lidé zaregistrují možnosti ztráty, mají vůči aktu averzi a takovou možnost ihned vyhodnotí jako méně výhodnou. A to se právě nemusí v životě vyplatit. Jak jsme si již ukázali na snižování rizika při ruské ruletě, sázka může být nastavena s různou výhodností a přesto lidský instinkt výhodnost přetlačí a žádá nulové riziko.

Sklon vůbec neriskovat se může projevit také ještě úplně jiným způsobem. Nejlépe je to vidět na věcech, které jsou poskytovány úplně zdarma. Způsob, jakým člověk na toto slovo reaguje, jej dělá nejsilnějším slovem v reklamě. Lidé často upřednostní věc zdarma před věcí, která stojí sice pár korun, ale je třeba kvalitnější. Protože se řídí heslem, že když za něco nezaplatí, nemohou nic ztratit. Jenomže, co když ta věc zdarma, například automobilová součástka, selže a v konečném důsledku způsobí nehodu a tím i materiální škodu. Nebylo by lepší si připlatit třeba malou částku? Bylo. Proto lze závěrem konstatovat, že když si člověk uvědomí fakt, že je přirozeně nastavený na to omezovat riziko, může se vždy kontrolovaně zastavit a zvážit znovu a jinak možné faktory či okolnosti určitého děje. Poté snad i může následným uváženým rozhodnutím být někdy i ve výhodnější pozici.